# Rozencrantz
Rozencrantz est un groupe allemand de rock.

## Histoire

### Débuts
Les membres fondateurs de Rozencrantz étaient Skye (chant), Horatio C. Luvcraft (basse), Lucian Shye (clavier), Morten Hellerson (guitare) et Michelle Zagon (batterie). Avant l'enregistrement de l'album Diary de Rozencrantz en 2005, Michelle Zagon quitte Rozencrantz et une boîte à rythmes prend provisoirement le relais. Dans le cadre de la production de Diary, le guitariste live Kevoc rejoint le groupe. Il n'exerce plus cette activité depuis lors. L'Américain Jeffrey Delannoy est engagé comme nouveau batteur pour la réalisation live. Il accompagne le groupe pendant une autre année, et est finalement remplacé d'abord par Reddark Goodwill et par le batteur Jackie Saint.
Fin 2006, l'enregistrement de Salvation, le deuxième album du groupe, commence. C'est à ce moment-là que Morten Hellerson quitte le groupe pour se consacrer à sa carrière solo. Le chanteur Skye se charge du reste du travail de guitare en studio. La chanteuse Evangeline Cooper, qui avait déjà chanté quelques passages pour Diary, est invitée à chanter sur cet album. Pour Salvation, les musiciens invités sont Carsten Klatte (Project Pitchfork, Wolfsheim, Goethes Erben, Lacasa del Cid) et Bruno Kramm (Das Ich), ainsi que Matthias Lohmöller (Morgentot, Safkan). En plus de son rôle de musicien, Bruno Kramm est également coproducteur.
Des interprétations d'œuvres de différents artistes internationaux, issues d'un concours de remixes, constituent la base de l'album Reapercussion qui sort en décembre 2007. Cet album, disponible gratuitement sur Internet, contient entre autres la pièce radiophonique Orbit, basée sur une courte histoire de l'auteur cyberpunk japonais Kenji Siratori. L'auteur enregistre lui-même le texte. Le travail de studio pour Romancer est enregistré à l'automne 2008. Avec les musiciens Jackie Saint et Gray déjà utilisés en live auparavant, les deux nouveaux musiciens entrent également en jeu en studio. Romancer est un EP qui contient, outre quatre nouvelles chansons, trois clips vidéo d'une représentation au festival (Castle Rock, 2008) ainsi qu'un nouveau clip vidéo. La production est réalisée en coopération avec Matthias Lohmöller, dont le studio DocMaKlang est de nouveau sollicité.
Le 8 juin 2009 sort le single Chase the Dragon, qui contient, outre la chanson homonyme, un remix de la chanson. Cette fois encore, la collaboration avec Matthias Lohmöller/DocMaKlang est mise à profit pour l'enregistrement de la musique. La vidéo musicale tournée à l'origine pour le single, dans laquelle de nombreuses muscle cars américaines sont utilisées, est tournée en grande partie sur l'ancienne base aérienne de Hopsten et constitue la vidéo musicale la plus élaborée du groupe à ce jour. Il sort le 29 juin 2009 dans le cadre d'un DVD qui contient entre autres des morceaux de making-of complet.

### Tears Black Reign
Après le passage au label Kitty Killer Records, distribué par Timezone, l'album Tears Black Reign sort le 31 octobre 2012,,. Il contient douze chansons et est de nouveau produit par DocMaKlang. Pendant les préparatifs de la sortie de l'album, un accident de voiture lourd de conséquences a lieu, au cours duquel les membres fondateurs Skye et Horatio Luvcraft sont grièvement blessés. Depuis cet accident, le bassiste Luvcraft se déplace en fauteuil roulant, mais il continue à faire partie du groupe sur scène. La vidéo musicale de la chanson NYEAH est sortie le 16 septembre 2012 et constitue ainsi le premier extrait de Tears Black Reign. La vidéo montre le groupe dans des masques bizarres et des situations tout aussi bizarres. Ironiquement, elle montre entre autres une scène d'accident avec la camionnette dans laquelle le chanteur et le bassiste du groupe sont victimes d'un accident.
Avec la sortie de l'album Tears Black Reign pour Halloween 2012, le clip vidéo Beyond Emptiness est présenté au public. Cette vidéo sombre, tournée sur divers sites avec le mannequin russe « Rain » et de nombreux figurants, est également entièrement tournée, réalisée et montée par le groupe. Le 28 novembre 2012, le single web Show You the Moon sort comme troisième extrait de l'album Tears Black Reign. La chanson est un titre acoustique mélancolique. Le même jour, la vidéo de cette chanson est publiée. Elle montre le chanteur Skye dans diverses situations, parfois absurdes, et est une fois de plus conçue et réalisée par le collectif artistique Rozencrantz. En Grande-Bretagne, Tears Black Reign sort le 12 décembre 2012 sur le label underground londonien Avalon Records. Cela marque la première sortie physique officielle à l'étranger. Le 29 décembre 2012, le groupe joue son premier show live avec Horatio Luvcraft au Rockmare Festival, devant une salle comble, après son grave accident. Des parties de ce spectacle sont diffusées par la chaîne de télévision câblée locale OS1 TV.
L'année de leur dixième anniversaire est inaugurée par Rozencrantz avec le quatrième single de l'album Tears Black Reign. La chanson est l'œuvre sombre Calling Maidel. La chanson, dont les paroles évoquent l'actrice américaine oubliée Maidel Turner, reçoit une vidéo de science-fiction troublante, qui rappelle un peu le Metropolis de Fritz Lang ou le modèle classique Frankenstein, et qui est complétée par des scènes à l'écran vert associant les membres du groupe au premier plan à des scènes de vieux Stag Movies en arrière-plan. Ce clip est une nouvelle fois réalisé sur fonds propres avec le soutien de l'agence de publicité Comudex. Lors de la conférence de presse organisée à l'occasion de la sortie de Calling Maidel, le groupe annonce la sortie d'un best-of et d'un nouvel album studio pour cette année 2013. Le clip de la chanson-titre de l'album Tears Black Reign est publié le 7 avril 2013 en tant que cinquième single vidéo de l'album. Comme toujours, cette vidéo est réalisée par le groupe et des personnes proches. En arrière-plan des scènes du groupe dans ce clip, on peut voir divers musiciens amis du groupe. Le chanteur Skye et le bassiste Horatio débutent avec le projet parallèle Alphamay, un groupe d'electropop.
L'album The Best 10 Years sort le 17 mai 2013 en tant que premier best-of du groupe. Fait inhabituel, il contient, outre les morceaux anciens attendu, des morceaux d'un album Drunk on Revolution sort seulement en 2014. Après la tournée au Royaume-Uni, le sixième single vidéo de l'album Tears Black Reign est publié le 30 novembre 2013. Le clip de Blood Runs Like Wine traite de sujets politiques actuels, notamment de la liberté d'expression, et contient entre autres des séquences filmées par le groupe russe Pussy Riot. Les membres du groupe agissent en tant que présentateurs du journal télévisé, relatant une vague de terrorisme.

### Derniers albums
Le 15 janvier 2014, Rozencrantz publie la vidéo de la chanson Into Silence comme premier single vidéo de l'album Drunk on Revolution qui sort plus tard dans l'année. La vidéo se compose principalement de séquences aériennes filmées à l'aide d'un quadricoptère par des membres du groupe. Avec ses images positives et estivales, ce clip souligne à nouveau les changements importants du groupe, qui s'éloigne de ses racines gothiques. Peu avant un nouveau passage à la Maiwoche d'Osnabrück en tant que tête d'affiche de la scène Timezone le jour de l'ouverture, un enregistrement live de l'année précédente est mis en ligne sous forme de vidéo. Le clip montre la chanson Born in the Night.
Avant même la sortie de l'album Drunk on Revolution, un pré-presse tiré à 1 000 exemplaires est distribué gratuitement aux fans lors de la 20e édition du Hunteburger Open-Air Festival. Lors de cet événement, Rozencrantz joue entre autres avec Emil Bulls et Madsen. Mi-juin 2014 sort, toujours chez le label Timezone, le Revolution Box, limité à 100 exemplaires. Cette boîte métallique contient les albums Salvation, Tears Black Reign, The Best 10 Years et Drunk on Revolution ainsi qu'une carte d'autographe et un autocollant. Chaque boîte est numérotée et signée à la main. La boutique du label propose en exclusivité une « édition de luxe » de la boîte, limitée à 10 unités, qui contient en outre l'EP Romancer. Cette variante spéciale porte les numéros d'ordre 91-100 de l'édition originale.
L'album Drunk on Revolution sort le 31 octobre 2014 chez Kitty Killer Records, distribué par le label Timezone. L'enregistrement a de nouveau lieu au studio DocMaKlang, et Matthias Lohmöller est également sollicité une nouvelle fois pour le mixage et le mastering. La sortie de l'album est accompagnée de différentes vidéos, dont une vidéo de making-of dans laquelle on peut voir en accéléré comment le groupe réalise les pochettes du nouveau CD, comment il insère les CD et comment il assemble et scelle le Revolution Box.
Au milieu de l'année 2016, le batteur Jackie quitte le groupe. Rozencrantz décide de continuer à travailler sans batteur fixe dans un premier temps et travaille sur un nouvel album. Lucian Shye et Horatio Luvcraft changent d'instruments. En février 2017, le mini-album The Vacuum of Silence sort. Il s'agit d'un album de cinq titres enregistrés avec des instruments acoustiques. 

## Discographie
- 2005 : Diary
- 2007 : Salvation (Danse macabre)
- 2007 : Reapercussion (album)
- 2008 : Romancer (Danse macabre)
- 2009 : Chase the Dragon (single)
- 2009 : Chase the Dragon (DVD)
- 2012 : Tears Black Reign (Timezone)
- 2013 : The Best 10 Years (Timezone)
- 2014 : Revolution Box (Timezone)
- 2014 : Drunk on Revolution (Timezone)
- 2017 : The Vacuum of Silence (Timezone)